# Waldenburg (Saxônia)
Waldenburg é um município da Alemanha, situado no distrito de Zwickau, no estado da Saxônia. Tem 25,07 km² de área, e sua população em 2019 foi estimada em 4.058 habitantes.